# الکسیا (آلبوم)
الکسیا (انگلیسی: Alexia) پنجمین آلبوم استودیویی الکسیا، خوانندهٔ ایتالیایی است که در سال ۲۰۰۲ منتشر شد. این آلبوم نخستین اثر منتشرشدهٔ الکسیا به زبان ایتالیایی بود و در ایتالیا به‌صورت سی‌دی و کاست در ۸ مارس ۲۰۰۲ منتشر شد. به توجه به فروش داخلی بیش از ۵۰٬۰۰۰ نسخه، فدراسیون صنعت موسیقی ایتالیا گواهی طلا را به این اثر اعطا کرد.

## عملکرد در جدول‌های موسیقی
| کشور    | رتبه |
| ------- | ---- |
| ایتالیا | ۱۴   |
| سوئیس   | ۱۰۰  |

## گواهینامه‌ها
| منطقه                                                              | گواهی | واحد گواهی‌شده/فروش |
| ------------------------------------------------------------------ | ----- | ------------------ |
| ایتالیا (اف‌آی‌ام‌آی)                                                 | طلا   | ۵۰٬۰۰۰*            |
| * رقم فروش تنها بر پایهٔ گواهی‌ها. ^ رقم توزیع تنها بر پایهٔ گواهی‌ها. |       |                    |